# Alianza Popular
Alianza Popular (AP, oficialmente Federación de Alianza Popular) fue una federación de partidos española de carácter liberal-conservador, fundada durante la transición española con el objetivo de aglutinar a las distintas «familias» del régimen franquista en una única candidatura electoral.
Fue fundada en 1976 como una alianza informal de siete organizaciones políticas, lideradas en su mayoría por jerarcas del anterior régimen (los conocidos como «los siete magníficos», seis de los cuales habían sido ministros de Francisco Franco). Al año siguiente, en 1977, pasó a constituirse como federación de partidos. Finalmente, en 1989, esta federación optó por su disolución, refundándose como un partido político con la actual denominación Partido Popular, absorbiendo por el camino a otras formaciones políticas centristas, derechistas, democristianas y liberales.

## Historia

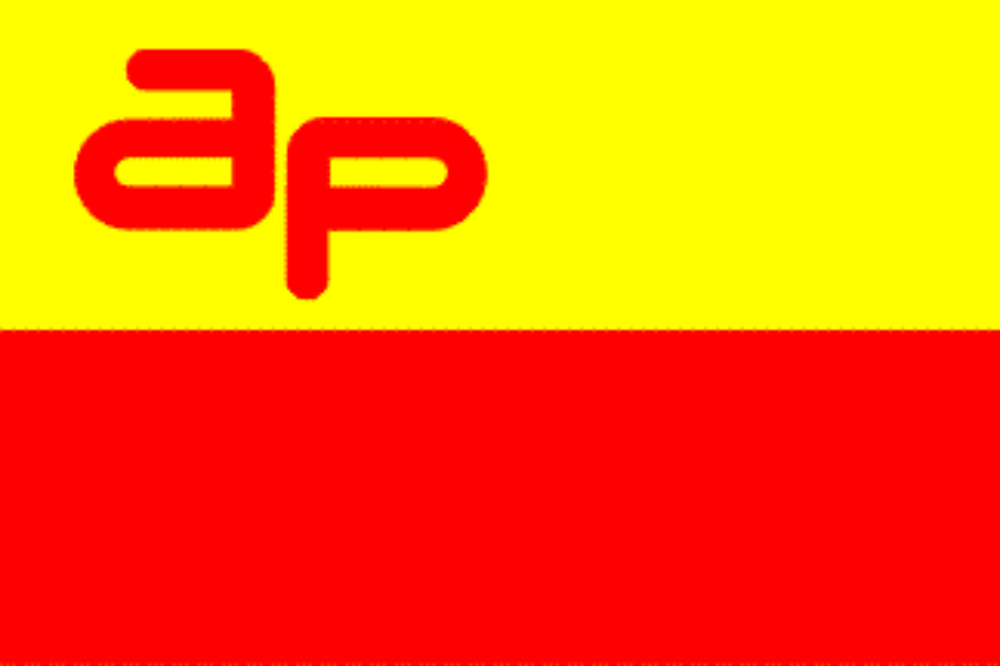
Bandera de Alianza Popular

### Fundación
AP se fundó el 9 de octubre de 1976 como una alianza informal de siete asociaciones políticas (protopartidos) conservadores:
- Reforma Democrática, liderada por Manuel Fraga Iribarne, ministro de Información y Turismo entre 1962 y 1969 y vicepresidente del Gobierno y ministro de la Gobernación entre 1975 y 1976.
- Unión del Pueblo Español, liderada por Cruz Martínez Esteruelas, ministro de Planificación y Desarrollo entre 1973 y 1974 y ministro de Educación y Ciencia entre 1974 y 1976.
- Acción Democrática Española, liderada por Federico Silva Muñoz, ministro de Obras Públicas entre 1965 y 1970.
- Democracia Social, liderada por Licinio de la Fuente y de la Fuente, ministro de Trabajo entre 1969 y 1975 y vicepresidente del Gobierno entre 1974 y 1975.
- Acción Regional, liderada por Laureano López Rodó, ministro sin cartera entre 1965 y 1967, ministro de Planificación y Desarrollo entre 1967 y 1973 y ministro de Asuntos Exteriores entre 1973 y 1974.
- Unión Social Popular, liderada por Enrique Thomas de Carranza, director general de Cultura Popular y Espectáculos entre 1969 y 1972 y director general de Relaciones Culturales en 1972.
- Unión Nacional Española, liderada por Gonzalo Fernández de la Mora, ministro de Obras Públicas entre 1970 y 1974.

A estas siete formaciones se les añadieron otros pequeños partidos de centroderecha. Según el periodista Xuan Cándano, Alianza Popular fue la «organizacióń heredera del franquismo por la procedencia de sus dirigentes», casi todos exministros de la dictadura.
La sede de Alianza Popular desde febrero de 1977 hasta enero de 1983 estaba situada en Calle de Silva 23, en Madrid. Posteriormente se trasladaron a Génova 13, que actualmente es la sede del Partido Popular.
Alianza Popular celebró su Congreso Constituyente como federación de partidos los días 5, 6 y 7 de marzo de 1977. Fue presidente del congreso José María Ruiz Gallardón y vicepresidente José María Velo de Antelo. En ese congreso se eligió a Federico Silva Muñoz, de Acción Democrática Española, como presidente y a Manuel Fraga Iribarne, de Reforma Democrática, como secretario general. En ese Congreso se disolvieron todas las asociaciones políticas promotoras salvo Acción Democrática Española y Unión Nacional Española. En el Registro de Partidos Políticos del Ministerio del Interior su inscripción figura a fecha de 4 de mayo de 1977, fecha de fundación legal heredada por el Partido Popular años después.
En las primeras elecciones de la Transición democrática, en 1977, AP obtuvo 1.526.671 votos (8,34%) y 16 diputados en el Congreso, y 2 senadores. En Navarra apoyó la candidatura de Alianza Foral Navarra, en Cataluña en coalición con Convivencia Catalana y con el apoyo del Partido Democrático Liberal Catalán y en Guipúzcoa lo hizo apoyando a Guipúzcoa Unida, con el apoyo de Falange.
En enero de 1978 AP celebró su II Congreso Nacional, donde se refundó bajo la denominación de Partido Unido de Alianza Popular (PUAP). Quedaron como partidos asociados a este Alternativa Democrática Española, el Partido Liberal de Ibiza y Formentera y el Partido Ecológico Español. Félix Pastor fue elegido presidente y Manuel Fraga fue reelegido secretario general.

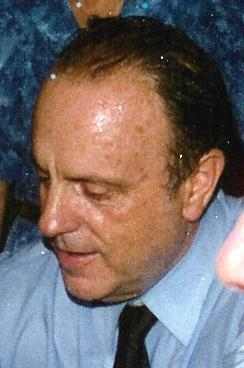
Manuel Fraga, presidente del partido.

Durante la votación en el Congreso de los Diputados de la Constitución de 1978 el 31 de octubre de 1978, 8 diputados votaron a favor, 5 votaron en contra y 3 se abstuvieron. Los votos negativos fueron los de Gonzalo Fernández de la Mora y Mon, Alberto Jarabo Payá, José Martínez Emperador, Pedro de Mendizábal y Uriarte y Federico Silva Muñoz y los diputados que se abstuvieron fueron Licinio de la Fuente y de la Fuente, Álvaro de Lapuerta Quintero y Modesto Piñeiro Ceballos. Pese a las divisiones internas mostradas en la votación del Congreso de los Diputados, Alianza Popular pidió el voto favorable a ésta en el referéndum de ratificación. Tras ello Acción Democrática Española se desvincula de Alianza Popular y Gonzalo Fernández de la Mora dimite como presidente de Unión Nacional Española.

### Coalición Democrática
Tras los discretos resultados de AP en 1977, se formó una nueva coalición para las elecciones de 1979, a las que se presentó bajo el nombre de Coalición Democrática (CD), agrupando a Alianza Popular; Acción Ciudadana Liberal, liderada por José María de Areilza; el Partido Demócrata Progresista, presidido por Alfonso Osorio; Renovación Española y el Partido Popular de Cataluña, encabezado por Luis Montal y Antonio de Senillosa. El candidato a la presidencia del gobierno de esta coalición fue Manuel Fraga. En el País Vasco se presentó como Unión Foral del País Vasco. Obtuvo 1.094.438 votos (6,10%) y 10 diputados, perdiendo casi medio millón de votos y 6 diputados respecto a AP en solitario en 1977. En el Senado obtuvo 3 senadores.

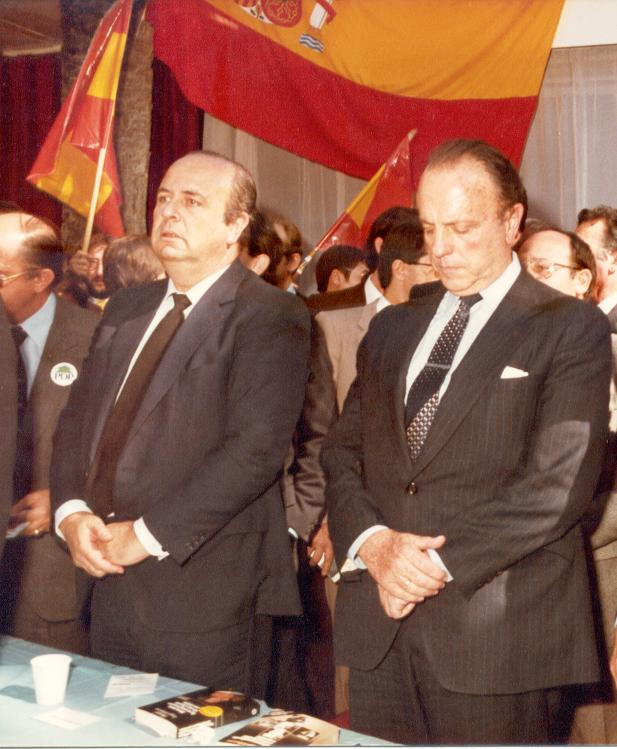
Juan Antonio Montesinos y Fraga Iribarne, Alicante 1982

En diciembre de 1979 celebró AP su III Congreso. Se eligió a Manuel Fraga como presidente y a Jorge Verstrynge como secretario general. Asimismo, Acción Ciudadana Liberal entonces se integró de forma definitiva en Alianza Popular. En abril de ese mismo año logró unos muy malos resultados en las elecciones municipales, excepto en Galicia.
En 1980, en las primeras elecciones vascas que se celebraron aquel año, AP logró 43.751 votos y 2 escaños en el Parlamento Vasco. En las elecciones al Parlamento de Cataluña de 1980, AP apoyó la candidatura de Solidaritat Catalana, que obtuvo 64.004 votos (2,37%) y ningún escaño. En 1981 AP ganó las elecciones al Parlamento de Galicia y Gerardo Fernández Albor fue elegido primer presidente de la Junta de Galicia. En las primeras elecciones andaluzas, celebradas en mayo de 1982, AP, que presentó a Antonio Hernández Mancha como candidato, quedó como segunda fuerza, liderando la oposición al PSOE y superando en votos y escaños a UCD.
Tras el hundimiento de la entonces gobernante Unión de Centro Democrático (UCD), Alianza Popular se coaligó con el Partido Demócrata Popular, que era una formación política escindida de la UCD de ideología demócrata-cristiana, y con diversos partidos regionalistas de derechas (la Unión Valenciana, la Unión del Pueblo Navarro y el Partido Aragonés Regionalista). Se formó de esa manera una candidatura conjunta de cara a las elecciones generales de 1982, a las que concurrió como Alianza Popular-Partido Demócrata Popular (AP-PDP); se añadieron las siglas del PAR, la UV y la UPN en sus respectivas comunidades. Además, en el País Vasco se presentó en coalición también con la UCD, que así logró un diputado adicional. En conjunto, obtuvo 5.548.107 votos (26,36%) y 107 diputados (84 de AP, 14 del PDP, 2 de UPN, 2 del PAR, 2 de UV, 2 liberales independientes y 1 de la UCD), lo que la convirtió en la principal fuerza política de la oposición en el Congreso de los Diputados. En el Senado logró 54 escaños, 51 más que en 1979, como Coalición Democrática (41 de AP, 10 del PDP, 2 del PAR y 1 de UPN).
El 8 de mayo de 1983, fecha en la que se celebraban las primeras elecciones regionales en 13 comunidades autónomas de las 17 constituidas, ganó Alianza Popular en las elecciones al Parlamento de las Islas Baleares y al Parlamento de Cantabria y se hizo con las presidencias de ambas comunidades. Igualmente, en las elecciones municipales (convocadas ese mismo día) quedó en segundo lugar en número de votos y ganó las alcaldías de doce capitales de provincia. Quedó así, pues, patente la sustitución de UCD por AP como principal fuerza de la oposición y principal referente político del espectro ideológico situado a la derecha del PSOE.
Fraga y Verstrynge fueron reelegidos en sus puestos en el IV, el V, el VI y el VII Congresos de AP, celebrados, respectivamente, en 1981, 1982, 1984 y 1986. Sin embargo, en 1986 Jorge Verstrynge fue cesado por diferencias ideológicas, siendo sustituido como secretario general por Alberto Ruiz-Gallardón.

### Coalición Popular
En las elecciones generales de 1986 se repitió la misma coalición de partidos que en 1982 pero esta vez con el nombre de Coalición Popular (sin el PAR y con Centristas de Galicia esta vez). Manuel Fraga repitió como cabeza de lista. En esta ocasión cosechó 5 247 677 votos (25,97 %) y 105 diputados y 63 senadores y fue de nuevo el principal partido de la oposición. Del total, 69 diputados y 44 senadores eran de AP, 21 diputados y 11 senadores al PDP, 12 diputados y 7 senadores al PL, 2 diputados a UPN y 1 diputado y 1 senador a CdG. La formación liderada por Manuel Fraga queda estancada, bajando 2 escaños, y empieza a hablarse del techo electoral de Manuel Fraga. El PDP, socio de la coalición, tras las elecciones de 1986, seducidos por el progresivo ascenso del CDS, el estancamiento de AP y por la idea de aproximarse a un ideario centrista, abandonan el grupo parlamentario de Coalición Popular y se marchan al grupo mixto, decisión mal recibida por el resto de socios de la Coalición Popular.
En el referéndum sobre la permanencia de España en la OTAN celebrado en 1986 AP propugna la abstención o el voto en blanco, opciones que finalmente no fueron las elegidas en aquel sufragio. En septiembre de 1986, Fraga cesa al «número dos» del partido y secretario general, Jorge Verstrynge, que es sustituido por Alberto Ruiz-Gallardón. El 17 de noviembre de 1986 fallecía de un derrame cerebral, a los 59 años, José María Ruiz Gallardón, mano derecha y hombre de confianza de Manuel Fraga, Vicepresidente de Alianza Popular y padre de Alberto Ruiz-Gallardón. Finalmente, en diciembre de ese mismo año, y tras el fracaso de Alianza Popular en las elecciones autonómicas del País Vasco celebradas el mes anterior, Manuel Fraga presenta su dimisión como presidente de Alianza Popular.
Toda esta cadena de acontecimientos sumió a Alianza Popular en una profunda crisis. En febrero de 1987 se celebró su VIII Congreso, asumiendo la presidencia Antonio Hernández Mancha (líder de AP en Andalucía, que había logrado contener allí el ascenso del CDS), que presentó una candidatura «renovadora» frente a la candidatura «continuista» de Herrero de Miñón (vicepresidente segundo de AP), que incluía a José María Aznar. Arturo García-Tizón fue elegido secretario general. Ese año se invita al Partido Liberal a abandonar Coalición Popular
Tras las elecciones al Parlamento de La Rioja y a las Cortes de Castilla y León de 1987 se hizo con la presidencia de ambas comunidad mediante pactos con el PR y CDS, respectivamente. En estos momentos, seguía gobernando en Baleares y Cantabria, pero una moción de censura desalojó de la Junta de Galicia a Gerardo Fernández Albor en septiembre de 1987, considerado el cargo institucional de mayor peso en Alianza Popular hasta ese momento, y por ello mismo presidente del Congreso que eligió a Hernández Mancha presidente del partido. Esta circunstancia situó a José María Aznar, líder de Alianza Popular de Castilla y León desde 1985, candidato a la presidencia de Castilla y León en las elecciones de 1987, y Presidente de la Junta de Castilla y León tras su victoria en estos comicios, como cargo institucional de mayor peso en Alianza Popular en ese momento.

### Refundación: transformación en el Partido Popular
Tras la elección de Antonio Hernández Mancha como presidente, este se encontró con el inconveniente de no poder enfrentarse dialécticamente al presidente del Gobierno Felipe González en el Congreso debido a ser senador y no diputado. Transcurrido escaso tiempo de su elección, en marzo de 1987, Hernández Mancha planteó una moción de censura contra el gobierno socialista, una maniobra que muchos tildaron de suicida (el PSOE gozaba de mayoría absoluta) y que, posiblemente, estuviera destinada a darse a conocer ante el gran público, puesto que se le permitió, de manera excepcional, acudir a debatir al Congreso.
Como era de esperar, la moción no prosperó (sólo votaron a favor los diputados populares) y, además, proyectó una imagen bastante negativa de Hernández Mancha, que perdió el duelo dialéctico contra el vicepresidente Alfonso Guerra y se vio sometido a las virulentas críticas del resto de portavoces de los demás partidos. Su recién estrenado liderazgo quedó entonces muy tocado y comenzó un rápido declive. Por aquel entonces su principal rival en el seno del partido era José María Aznar, excolaborador de Herrero de Miñón.
Finalmente, en 1989 Antonio Hernández Mancha dimite como presidente de AP, Fraga toma de nuevo las riendas y, en el congreso de enero de 1989, se produjo la refundación, sustituyéndose la federación de partidos por un partido unificado, el nuevo Partido Popular. Fraga fue el primer presidente del partido, con Francisco Álvarez-Cascos como secretario general. Durante este proceso, se integran en el nuevo Partido Popular (PP) Democracia Cristiana (refundación del Partido Demócrata Popular) y el Partido Liberal (1989) y Centristas de Galicia (1991); igualmente en 1991 se firma un pacto de colaboración con Unión del Pueblo Navarro, que pasa a ser el referente del PP en Navarra.
En junio de 1989 se planteó una moción de censura contra el presidente de la Comunidad de Madrid Joaquín Leguina (PSOE) que finalmente fracasó tras el transfuguismo de un diputado popular.
Poco después, el 4 de septiembre de 1989, José María Aznar López, entonces presidente de la Junta de Castilla y León, fue elegido candidato a las elecciones generales a propuesta del propio Fraga, tras quedar descartados Marcelino Oreja e Isabel Tocino. En abril de 1990, Aznar fue elegido presidente del partido. Fraga, al poco tiempo, es nombrado «presidente fundador» del PP. En 1996, el Partido Popular, con Aznar como candidato, ganaba las elecciones generales, acabando con la hegemonía del PSOE, que ostentaba el poder desde 1982. Aznar revalidó su mayoría electoral en 2000, permeneciendo en el gobierno hasta 2004.

## Resultados electorales

### Elecciones generales
| Resultados electorales de Alianza Popular → | Resultados electorales de Alianza Popular → | Resultados electorales de Alianza Popular → | Resultados electorales de Alianza Popular → | Resultados electorales de Alianza Popular → | Resultados electorales de Alianza Popular → | Resultados electorales de Alianza Popular → | Resultados electorales de Alianza Popular → | Resultados electorales de Alianza Popular →                  |
| Comicios                                    | Votos                                       | %                                           | Cabeza de lista                             | Diputados                                   | +/-                                         | Senadores                                   | +/-                                         | Observaciones                                                |
| ------------------------------------------- | ------------------------------------------- | ------------------------------------------- | ------------------------------------------- | ------------------------------------------- | ------------------------------------------- | ------------------------------------------- | ------------------------------------------- | ------------------------------------------------------------ |
| 1977                                        | 1 526 671 (4º)                              | 8,34                                        | Manuel Fraga                                | 16/350                                      |                                             | 2/248                                       |                                             | Apoyado por Alianza Foral Navarra y Guipúzcoa Unida.         |
| 1979                                        | 1 094 438 (4º)1                             | 6,10                                        | Manuel Fraga                                | 10/350                                      | 6                                           | 3/264                                       | 1                                           | Dentro de Coalición Democrática, junto a PDP, ACL, RE y PPC. |
| 1982                                        | 5 408 107 (2º)2                             | 25,70                                       | Manuel Fraga                                | 106/350                                     | 96                                          | 54/264                                      | 51                                          | Coalición de AP, PDP, PL, UV, UPN y PAR.                     |
| 1986                                        | 5 247 677 (2º)3                             | 25,97                                       | Manuel Fraga                                | 105/350                                     | 1                                           | 63/264                                      | 9                                           | Dentro de Coalición Popular.                                 |

1 Número de votos obtenidos por Coalición Democrática (CD).

2 Número de votos obtenidos por la coalición formada junto a otros partidos.

3 Número de votos obtenidos por Coalición Popular (CP).

### Elecciones municipales
| Comicios | Votos     | %     | Concejales    | Observaciones                                                 |
| -------- | --------- | ----- | ------------- | ------------------------------------------------------------- |
| 1979     | 489 581   | 3,00  | 2339/67 505   | Dentro de Coalición Democrática, junto al PDP, ACL, RE y PPC. |
| 1983     | 4 573 005 | 25,60 | 20 671/67 312 | Coalición junto al, PDP y UL.                                 |
| 1987     | 3 972 359 | 20,40 | 16 312/65 577 |                                                               |

### Parlamento Europeo
| Comicios | Votos          | %     | Cabeza de lista | Parlamentarios | Observaciones                                             |
| -------- | -------------- | ----- | --------------- | -------------- | --------------------------------------------------------- |
| 1986     | —              | —     | —               | 17/60          | De ellos, 12 de AP, 3 del PDP, 1 de UM y 1 independiente. |
| 1987     | 4 747 283 (#2) | 24,65 | Manuel Fraga    | 17/60          |                                                           |

## Líderes

### Presidentes
| Imagen       | Nombre                   | Congreso              | Período en el cargo     | Período en el cargo     | Notas |
| Imagen       | Nombre                   | Congreso              | Inicio                  | Final                   | Notas |
| ------------ | ------------------------ | --------------------- | ----------------------- | ----------------------- | --- |
|              | Federico Silva Muñoz     | I Congreso            | 6 de marzo de 1977      | 29 de enero de 1978     | Como presidente de la Federación de Alianza Popular. Se mantuvo en esta posición hasta el retiro de ADE de AP en noviembre de 1978. |
|              | Félix Pastor Ridruejo    | II Congreso           | 29 de enero de 1978     | 16 de diciembre de 1979 | Como presidente del Partido Unido de Alianza Popular, en adelante, simplemente Alianza Popular.                                     |
|              | Manuel Fraga             | III Congreso          | 16 de diciembre de 1979 | 15 de febrero de 1981   | |
| IV Congreso  | Manuel Fraga             | 15 de febrero de 1981 | 21 de febrero de 1982   |                         | |
| V Congreso   | Manuel Fraga             | 21 de febrero de 1982 | 29 de enero de 1984     |                         | |
| VI Congreso  | Manuel Fraga             | 29 de enero de 1984   | 9 de febrero de 1986    |                         | |
| VII Congreso | Manuel Fraga             | 9 de febrero de 1986  | 8 de febrero de 1987    |                         | |
|              | Antonio Hernández Mancha | VIII Congreso         | 8 de febrero de 1987    | 20 de enero de 1989     | |

### Secretarios generales
| Imagen       | Nombre                            | Congreso              | Período en el cargo     | Período en el cargo   |
| Imagen       | Nombre                            | Congreso              | Inicio                  | Final                 |
| ------------ | --------------------------------- | --------------------- | ----------------------- | --------------------- |
|              | Manuel Fraga                      | I Congreso            | 6 de marzo de 1977      | 29 de enero de 1978   |
| II Congreso  | Manuel Fraga                      | 29 de enero de 1978   | 16 de diciembre de 1979 |                       |
|              | Jorge Verstrynge                  | III Congreso          | 16 de diciembre de 1979 | 15 de febrero de 1981 |
| IV Congreso  | Jorge Verstrynge                  | 15 de febrero de 1981 | 21 de febrero de 1982   |                       |
| V Congreso   | Jorge Verstrynge                  | 21 de febrero de 1982 | 29 de enero de 1984     |                       |
| VI Congreso  | Jorge Verstrynge                  | 29 de enero de 1984   | 9 de febrero de 1986    |                       |
| VII Congreso | Jorge Verstrynge                  | 9 de febrero de 1986  | 1 de septiembre de 1986 |                       |
|              | Alberto Ruiz-Gallardón (interino) | –                     | 1 de septiembre de 1986 | 8 de febrero de 1987  |
|              | Arturo García-Tizón               | VIII Congreso         | 8 de febrero de 1987    | 20 de enero de 1989   |

## Logotipos
Estos son los logotipos que tuvo Alianza Popular en su historia:

1977-1983. Diseñado por el croata Ante Kvessitch.[27]
1983-1989